# Kabinett Biedenkopf I
Das Kabinett Biedenkopf I war die erste Staatsregierung des 1990 wieder errichteten Freistaates Sachsen. Als Sächsische Staatsregierung amtierte das Kabinett während der 1. Wahlperiode des Sächsischen Landtags von 1990 bis 1994.
Nachdem die CDU bei der Wahl zum 1. Sächsischen Landtag am 14. Oktober 1990 mit 53,8 Prozent der gültigen Zweitstimmen die absolute Mehrheit im Landesparlament erreicht hatte und 92 der 160 Abgeordnetensitze einnahm, bildete CDU-Spitzenkandidat Kurt Biedenkopf die erste Staatsregierung als Alleinregierung. In seiner konstituierenden Sitzung am 27. Oktober 1990 beschloss der Landtag zunächst das Gesetz zur Herstellung der Arbeitsfähigkeit des Sächsischen Landtages und der Sächsischen Landesregierung (Vorschaltgesetz) als Rechtsgrundlage für die Regierungsbildung, da noch keine sächsische Verfassung in Kraft war.

## Wahl des Ministerpräsidenten

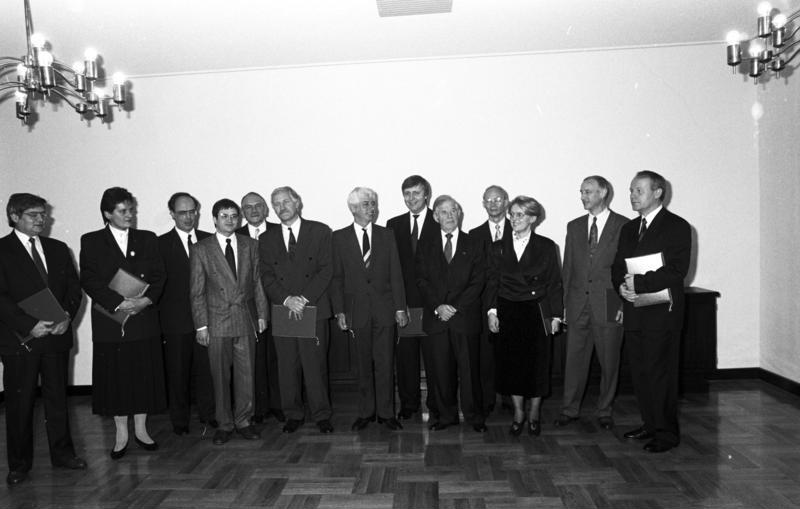
Die Mitglieder der ersten Sächsischen Staatsregierung (ab der 3. Person v. l.): Hans Geisler, Arnold Vaatz, Karl Weise, Rolf Jähnichen, Rudolf Krause, Kajo Schommer, Kurt Biedenkopf, Hans Joachim Meyer, Stefanie Rehm, Steffen Heitmann, Georg Milbradt

Im Anschluss wählte der Landtag Kurt Biedenkopf zum Sächsischen Ministerpräsidenten. Er erhielt mit 120 von 152 abgegebenen Stimmen parteiübergreifenden Zuspruch auch aus den Oppositionsfraktionen. In der 2. Sitzung des Landtags am 8. November 1990 wurden die vom Ministerpräsidenten ernannten Staatsminister vereidigt. Zum weiteren Regierungsmitglied gemäß § 5 Absatz 1 des Vorschaltgesetzes wurde am 26. November 1990 Staatssekretär Günter Ermisch berufen, der als Bevollmächtigter des Freistaates Sachsen für Bundes- und Europaangelegenheiten die Interessen des neuen Landes in Bonn und Brüssel wahrnahm.
Mit dem Zusammentritt des 2. Landtags am 6. Oktober 1994 endete gemäß Artikel 68 Absatz 2 der inzwischen geltenden Verfassung des Freistaates Sachsen die Amtszeit der Staatsregierung. Am selben Tag wurde die neue, ebenfalls von Kurt Biedenkopf geführte Regierung vorgestellt (Kabinett Biedenkopf II).
| Wahlgang                                                                 | Kandidat          | Kandidat              | Stimmen    | Stimmenzahl | Anteil | Koalition | Koalition |
| ------------------------------------------------------------------------ | ----------------- | --------------------- | ---------- | ----------- | ------ | --------- | --------- |
| 1. Wahlgang                                                              |                   | Kurt Biedenkopf (CDU) | Ja-Stimmen | 120         | 78,9 % |           | CDU       |
| 1. Wahlgang                                                              | Nein-Stimmen      | Kurt Biedenkopf (CDU) | 10         | 6,6 %       |        |           | CDU       |
| 1. Wahlgang                                                              | Enthaltungen      | Kurt Biedenkopf (CDU) | 21         | 13,8 %      |        |           | CDU       |
| 1. Wahlgang                                                              | Ungültige Stimmen | Kurt Biedenkopf (CDU) | 0          | –           |        |           | CDU       |
| 1. Wahlgang                                                              | Anderer Name      | Kurt Biedenkopf (CDU) | 1          | 0,7 %       |        |           | CDU       |
| 1. Wahlgang                                                              | Nichtteilnahme    | Kurt Biedenkopf (CDU) | 8          | 5,0 %       |        |           | CDU       |
| Damit wurde Kurt Biedenkopf zum sächsischen Ministerpräsidenten gewählt. |                   |                       |            |             |        |           |           |

## Mitglieder der Staatsregierung
| Amt                                                                                               | Bild | Name                                          | Partei | Partei        |
| ------------------------------------------------------------------------------------------------- | ---- | --------------------------------------------- | ------ | ------------- |
| Ministerpräsident                                                                                 |      | Kurt Biedenkopf                               |        | CDU           |
| Stellvertreter des Ministerpräsidenten                                                            |      | Rudolf Krause (bis 28. September 1991)        |        | CDU           |
| Stellvertreter des Ministerpräsidenten                                                            |      | Heinz Eggert (ab 30. September 1991)          | CDU    |               |
| Staatsminister der Justiz                                                                         |      | Steffen Heitmann                              |        | CDU (ab 1991) |
| Staatsminister der Finanzen                                                                       |      | Georg Milbradt                                |        | CDU           |
| Staatsminister(in) für Kultus                                                                     |      | Stefanie Rehm (bis 2. März 1993)              |        | CDU           |
| Staatsminister(in) für Kultus                                                                     |      | Friedbert Groß (ab 2. März 1993)              |        | CDU           |
| Staatsminister für Wissenschaft und Kunst                                                         |      | Hans Joachim Meyer                            |        | CDU           |
| Staatsminister für Wirtschaft und Arbeit                                                          |      | Kajo Schommer                                 |        | CDU           |
| Staatsminister für Landwirtschaft, Ernährung und Forsten                                          |      | Rolf Jähnichen                                |        | CDU           |
| Staatsminister für Soziales, Gesundheit und Familie                                               |      | Hans Geisler                                  |        | CDU           |
| Staatsminister für Umwelt und Landesentwicklung                                                   |      | Karl Weise (bis 31. Dezember 1991)            |        | CDU           |
| Staatsminister für Umwelt und Landesentwicklung                                                   |      | Arnold Vaatz (ab 1. Januar 1992)              |        | CDU           |
| Staatsminister in der Staatskanzlei                                                               |      | Arnold Vaatz (bis 31. Dezember 1991)          |        | CDU           |
| Staatsminister für besondere Aufgaben                                                             |      | Karl Weise (1. Januar 1992 bis 6. April 1993) |        | CDU           |
| Staatssekretär und Bevollmächtigter des Freistaates Sachsen für Bundes- und Europaangelegenheiten |      | Günter Ermisch (ab 26. November 1990)         |        | CDU           |